# Ukkusissat (plaats)
Ukkusissat (in de oude spelling geschreven als Uvkusigssat) is een plaats binnen de Groenlandse gemeente Avannaata. De plaats ligt in het noordwesten van het land en telt ruim 170 inwoners (2010). Het grenst aan het schiereiland met dezelfde naam en ligt in de monding van het Uummannaq fjord.

## Economie
Het grootste gedeelte van de inwoners van Ukkusissat leeft van de visserij en zijn daardoor werkzaam bij Royal Greenland, een grote visverwerkende fabriek. Echter komt ook de mijnbouw op in Groenland: zo werkt een deel van de bevolking in de Maamorilik-mijn, gelegen ten noordoosten van Ukkusissat.
In de plaats bevindt zich een enkele stadswinkel. Ukkusissat heeft verder enkel in de zomer profijt van toerisme. In deze perioden komt het Noorse cruiseschip de Hurtigruten enkele keren langs.

## Vervoer
Enkele perioden per jaar vliegen er helikopters tussen Ukkusissat Heliport en Uummannaq Heliport. Op andere tijden, wanneer het weer niet geschikt is om te vliegen, wordt er gebruikgemaakt van een hondenslee om zich te verplaatsen.

## Bevolking
Ukkusissat heeft 170 inwoners anno 2010, maar is de laatste jaren dalende. Zo kwam men in 2000 nog tot een piek van 230 inwoners. Echter negen jaar later, in 2009, werd er een dieptepunt bereikt met een inwonersaantal van 161 inwoners.
Op 17 juni 2017 kwamen vier inwoners om het leven na een tsunami die het gevolg was van een aardbeving. 11 huizen werden verwoest. In 2020 meldde de lokale krant sermitsiaq dat er 40 nieuwe huizen zijn opgeleverd op een veiligere plek.

## Bekende (ex-)inwoners
Thue Christiansen (1940-2022), ontwerper van de vlag van Groenland, voormalig minister en kunstenaar, werd in het noordoosten van Ukkusissat geboren.
- Library of Congress Control Number: n95093466
- Nationale Bibliotheek van Israël: 987007533227205171
- Virtual International Authority File: 159606756